# Ikalamavony
Ikalamavony est une ville et chef-lieu de district malgache. Elle est située dans le centre-nord de la région Haute Matsiatra.

## Géographie
Ikalamavony est située à 96 km au nord-ouest de Fianarantsoa à laquelle elle est reliée par la route nationale 42. Elle se trouve dans la limite est de la pénéplaine d'Ikalamavony, une région à vocation agricole.

## Démographie
Selon le recensement général de la population et de l’habitation de 2018, la commune d’Ikalamavony compte 35 114 habitants. La population est majoritairement rurale et relativement jeune, avec une médiane d’âge estimée à 18 ans. La densité de population est faible, reflétant le caractère rural et montagneux de la région.
Sur le plan ethnique, la population est principalement composée de Betsileo (75–90 %), suivis des Bara (10–25 %) et des Antandroy (5–10 %) . Un groupe notable dans la région est celui des Bara bory, résultant d’un métissage entre les ethnies Bara et Betsileo. Cette identité mixte s’est formée au fil du temps à travers des alliances sociales, culturelles et économiques dans la région.

## Économie
L'économie d'Ikalamavony repose principalement sur les activités agro-pastorales, notamment l'élevage bovin. L'exploitation artisanale minière constitue également une source de revenus importante.
Le site de Bevaondrano, situé à environ 25 km à l'ouest du chef-lieu, est reconnu pour ses deux grandes pegmatites granitiques riches en minéraux précieux. Parmi les gemmes extraites figurent la fluoro-liddicoatite, une variété rare de tourmaline caractérisée par ses couleurs vives allant du rose au vert, ainsi que des corindons tels que les saphirs et les grenats. Ces minéraux sont prisés tant pour la collection que pour la joaillerie .
L'exploitation de ces ressources est principalement artisanale et attire des mineurs de diverses régions. Bien que cette activité contribue de manière significative à l'économie locale, elle demeure en grande partie informelle et pose des défis en matière de régulation et de durabilité..